# Electrify America
Electrify America (EA) is een dochteronderneming van de Volkswagen Group of America en faciliteert een netwerk van oplaadpunten voor elektrische voertuigen in de Verenigde Staten.
EA heeft in september 2022 ruim 780 oplaadstations met ruim 3500 individuele opladers.

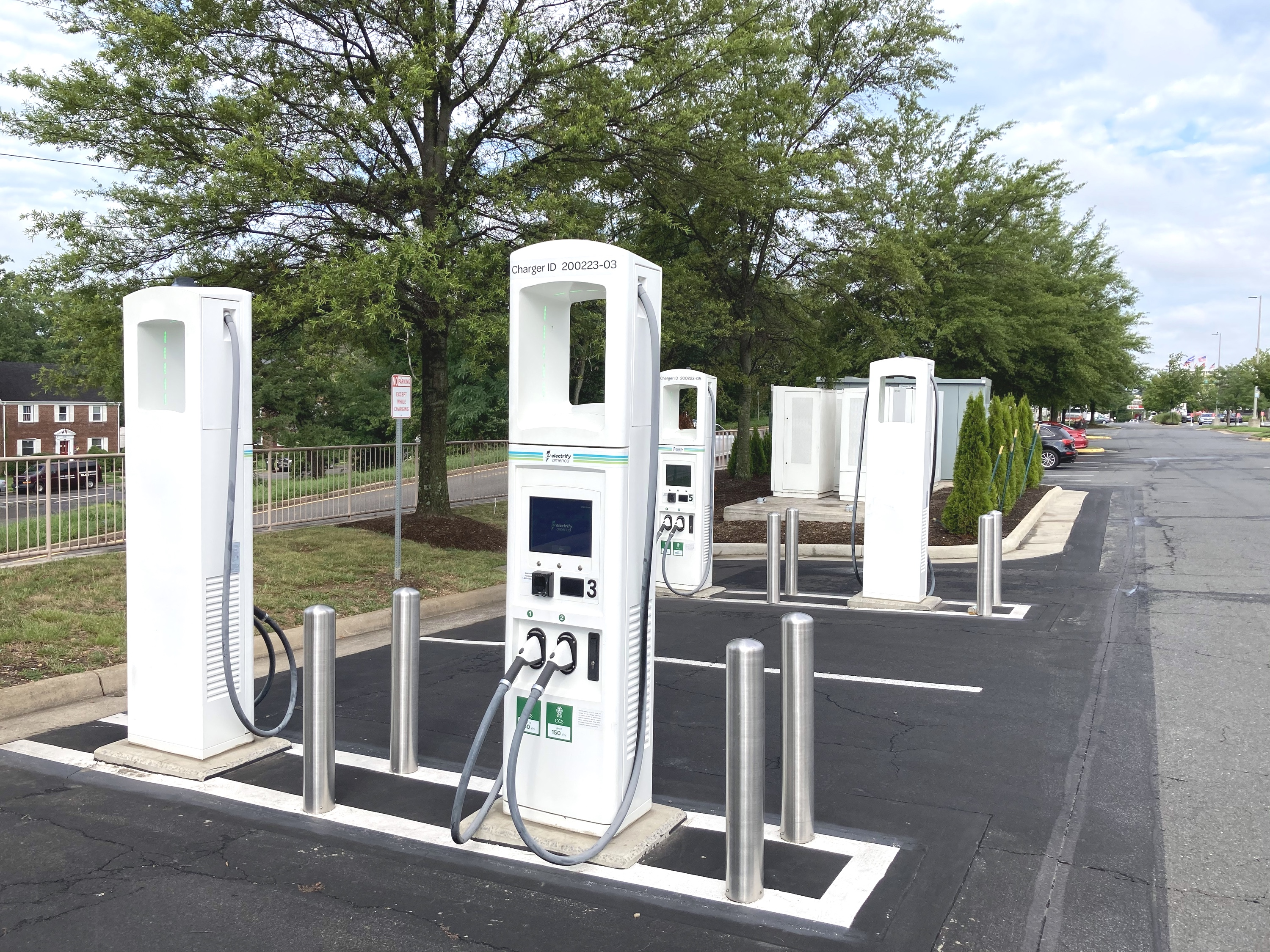
Oplaadstation van EA

## Geschiedenis
Electrify America ontstond eind 2016 door de autofabrikant als gevolg van het emissieschandaal, ook wel bekend als dieselgate. Dit betrof het manipuleren van het verbrandingsgedrag van dieselmotoren. Naast een hoge financiële boete, werd Volkswagen ook gedwongen als tegenprestatie een netwerk van elektrische oplaadstations te plaatsen in de Verenigde Staten, om zo het gebruik van elektrische auto's te bevorderen.
Begin 2017 werd de merknaam Electrify America onthuld, samen met de start van oplaadstations. Doordat er een groot netwerk van snelladers moest worden opgezet, werkte EA samen met vier partijen voor de levering van deze laders. Dit zijn snelladers van ABB, BTC Power, Efacec en Signet. Het eerst geopende oplaadpunt was in Chicopee, in de staat Massachusetts in mei van 2018. Siemens werd de eerste externe investeerder met een minderheidsaandeel. 
Het bedrijf begon in 2022 met het vernieuwen van de snellaadstations. Er werden op verschillende proefplekken overkappingen met zonnepanelen geplaatst, lokale batterijopslag, meer voorzieningen, en snelladers kregen een upgrade naar een hoger laadvermogen van 350 kW.

## Opladers
De oplaadstations van Electrify America bevinden zich vooral bij grote parkeerterreinen, in parkeergarage's en winkelcentra. De opladers zijn voorzien in de standaarden CCS, CHAdeMO en J1772, waarmee vrijwel elk elektrisch voertuig kan worden opgeladen. Tesla-voertuigen hebben een aparte adapter nodig voor CCS of CHAdeMO.
Betaling vindt plaats via de mobiele app op een smartphone of met een creditcard. Vanaf november 2020 ondersteunen de opladers ook Plug & Charge, waarmee de oplader met het voertuig communiceert voor authenticatie en betaling.
De oplaadstations zijn ingericht voor een vermogen van 50 kilowatt, 150 kW en 350 kW. De stations met 150 en 350 kW worden SuperChargers genoemd.

## Kritiek
In de Verenigde Staten werd als kritiekpunt de betrouwbaarheid van openbare snellaadstations als belangrijk nadeel genoemd. Een onderzoek van UC Berkeley in 2022 wees uit dat van de 657 geteste laders bijna een kwart buiten werking was. Ongeveer een vijfde deel van Electrify America-laders bleek defect te zijn.